# Wieża kłamstw
Wieża kłamstw (ang. The Tower of Lies) – amerykański niemy film dramatyczny z 1925 roku w reżyserii Victora Sjöströma stworzony na podstawie książki Tętniące serce (szw. Kejsarn av Portugallien) z 1914 roku autorstwa Selmy Lagerlöf. Film, podobnie jak Ten, którego biją po twarzy, którego premiera miała miejsce rok wcześniej, stanowi owoc współpracy Sjöströma, Lona Chaneya oraz Normy Shearer. Innymi aktorami, którzy wzięli udział w produkcji byli William Haines, Ian Keith i Lew Cody. Obecnie film uważa się za zaginiony.

## Fabuła
Jan (Lon Chaney) to szwedzki chłop, a Glory (Norma Shearer) jest jego ukochaną córką, która ratuje go od bankructwa uciekając do dużego miasta z pazernym posiadaczem ziemskim, doprowadzając Jana do szaleństwa.

## Obsada
- Norma Shearer – Glory lub Goldie
- Lon Chaney – Jan
- Ian Keith – Lars
- Claire McDowell – Katrina
- William Haines – August
- David Torrence – Eric
- Edward Connelly – Wikary
- Lew Cody
- Mary Jane Irving – Mała dziewczynka
- Bodil Rosing – Położna
- Anne Schaefer – Helma
- Adele Watson – Żona farmera
- Leo White – Peddler